# 甬江特大桥 (杭甬高速复线)
甬江特大桥，是浙江省宁波市 杭绍甬高速的一座建设中的跨江桥梁，位于宁波市镇海区和北仑区之间，招宝山大桥下游约1.8千米处，跨越甬江，为三塔双索面钢混组合梁斜拉桥，全长1730米，最大跨度为570米，预计于2027年通车。